# Муянги Биа, Джеффри
Джеффри Муянги Биа (фр. Geoffrey Mujangi Bia; 12 августа 1989, Киншаса, Заир) — бельгийский футболист заирского происхождения, вингер клуба «Мандель Юнайтед». Бывший игрок сборной Бельгии.
Родители Джеффри из Заира. Они переехали в Бельгию, когда ему было 6 лет.

## Клубная карьера

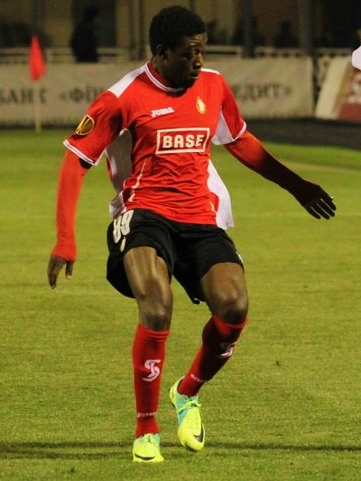
Муянги Биа в составе «Стандарда»

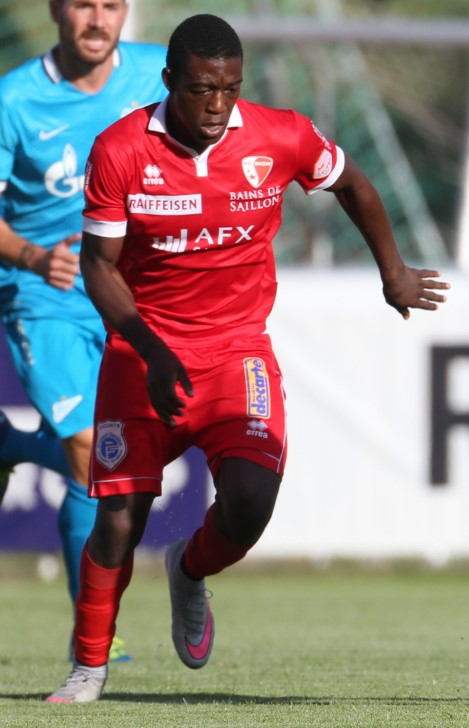
Муянги Биа в составе «Сьона»

Муянги Биа — воспитанник клуба «Андерлехт». Хотя он был одним из перспективных футболистов молодёжного состава, руководство команды приняло решение отчислить его, после того, как Джеффри был пойман на краже. Он несколько месяцев находился без клуба, после чего контракт ему предложил «Шарлеруа». 17 декабря 2006 года в матче против «Зюлте-Варегем» Муянги Биа дебютировал в Жюпиле лиге. 7 декабря 2007 года в поединке против льежского «Стандарда» он забил свой первый гол на высшем уровне.
В 2010 году Джеффри на правах аренды перешёл в английский «Вулверхэмптон Уондерерс». 30 января в матче против «Халл Сити» он дебютировал в английской Премьер лиге. Из-за высокой конкуренции он не проходил в основу и сыграв всего три матча вернулся в Бельгию, но в 2011 году вновь вернулся к «волкам» в аренду. Как и в первый раз опыт был неудачный, Муянги Биа сыграл всего в одном матче.
Летом 2011 году Джеффри перешёл в льежский «Стандард». 13 августа в матче против «Гента» он дебютировал за новый клуб. 18 ноября в поединке против «Ауд-Хеверле Лёвен» Муянги Биа забил свой первый гол. В 2012 году на правах аренды Джеффри перешёл в английский «Уотфорд», но как и в предыдущий опыт он не смог заиграть в Англии и вскоре вернулся в Льеж.
Летом 2015 года Муянги Биа перешёл в швейцарский «Сьон». 13 сентября в матче против «Лугано» он дебютировал в швейцарской Суперлиге. В этом же поединке Джеффри забил свой первый гол за «Сьон». Летом 2017 года Муянги Биа перешёл в турецкий «Кайсериспор». 14 августа в матче против «Галатасарая» он дебютировал в турецкой Суперлиге. В начале 2018 года Муянги Биа был отдан в аренду в «Акхисар Беледиеспор». 18 февраля в матче против «Кардемир Карабюкспора» он дебютировал за новую команду.
Летом 2018 года Джеффри вернулся в Бельгию, подписав контракт с «Локереном».

## Международная карьера
Муянги Биа отклонил предложение выступать за сборную ДР Конго и решил выступать за сборную Бельгии. 29 мая 2009 года в матче Kirin Cup против сборной Чили он дебютировал за национальную команду.